# 청평초등학교 삼회분교
청평초등학교 삼회분교는 대한민국 경기도 가평군 청평면 삼회리 184에 있었던 공립 초등학교이다.

## 연혁
- 1949년 9월 1일 수입국민학교 삼회분실 설립인가
- 1973년 3월 1일 가평군 청평국민학교로 편입
- 1996년 3월 1일 청평초등학교 삼회분교로 개칭
- 2001년 2월 28일 폐교
- 졸업회수 24회, 총 244명 배출